# جزيرة أوغامي
جزيرة أوجامي (大神島، أوجامي-جيما) هي إحدى جزر سلسلة جزر مياكو. وتقع جزيرة أوجامي على بعد نحو 4 كيلومترات إلى الشمال من جزيرة مياكو وتنتمي جزيرة أوجامي إلى مدينة مياكوجيما، التي تم إنشاؤها في عام 2005، من خلال اندماج العديد من البلدات الصغيرة في سلسلة الجزر. قبل الاندماج، كانت جزيرة أوجامي تابعة لمدينة هيرارا. تبلغ مساحتها نحو 0.24 كم2، ويبلغ عدد سكانها نحو 35 نسمة.

## الوصلات
لا يوجد بالجزيرة مطار ولا ترتبط بأي جزيرة أخرى عن طريق جسر. الطريقة الوحيدة للوصول إليها هي عن طريق القارب. توجد أربع رحلات بالقارب ذهابًا وإيابًا يوميًا.

## السكان
تتركز المستوطنات على الساحل الجنوبي للجزيرة بالقرب من الميناء. كما توجد مستوطنة أخرى بالقرب من وسط الجزيرة، في أعلى نقطة ارتفاعًا منها.

## الاقتصاد
يعتمد اقتصاد الجزيرة بأكملها على صيد الأسماك، ويتخصص فيها الأخطبوط المجفف. وفي السنوات الأخيرة، حاولت الجزيرة الترويج للسياحة من خلال إنشاء موقع ويب سياحي على الإنترنت.

## اللغة والتواصل
يتحدث السكان الأكبر سنًا لهجة أوجامي، وهي لهجة من لغة مياكو، وهي تختلف صوتيًا عن لهجات مياكوان الأخرى. مثل "مياكوان" نفسها، فإن اللهجة معرضة لخطر الانقراض لأن السكان الأصغر سنًّا لا يتحدثونها.